# 103 (število)
103 (stó trí) je naravno število, za katero velja 103 = 102 + 1 = 104 - 1.

## V matematiki
- peto iregularno praštevilo.
- veselo število in osmo veselo praštevilo.
- šesto praštevilo, ki ni Čenovo praštevilo.
- sedmo praštevilo, ki ni Higgsovo praštevilo za eksponent 2, in tretje za eksponent 3.
- Gaussovo praštevilo brez imaginarnega ali realnega dela oblike {\displaystyle 4n+3}.

## V znanosti
- vrstno število 103 ima lavrencij (Lr).

## Drugo

### Leta
- 103 pr. n. št.
- 103, 1103, 2103